# هيلين ليستير
هيلين ليستير (بالإنجليزية: Helen Lester)‏ هي كاتبة للأطفال وكاتِبة بريطانية، ولدت في 1936.